# Les Rues de ma peine
Singles de Amir
Tout passe
(2017) Anja
(2018)
Pistes de Addictions
Tout passe
(3) Il était une femme
(5)
Les Rues de ma peine est une chanson interprétée par Amir, sortie en single le 26 janvier 2018. C'est le quatrième single extrait de son album Addictions.
Le clip accompagnant la chanson est sorti le 9 février 2018 sur YouTube avec une durée totale de 3 minutes et 46 secondes. Le clip a été tourné à Hong Kong.

## Liste du titre
| 1. | Les Rues de ma peine | Amir Haddad, Eddy Pradelles | 3:44 |

## Classements hebdomadaires
| Classement (2019)                       | Meilleure position |
| --------------------------------------- | ------------------ |
| Belgique (Wallonie Ultratop 50 Singles) | 9                  |
| Belgique (Wallonie Ultratop 50 Airplay) | 1                  |
| France (SNEP radios)                    | 10                 |
| France (SNEP téléchargements)           | 48                 |

## Historique de sortie
| Pays   | Date            | Format                    | Label               |
| ------ | --------------- | ------------------------- | ------------------- |
| France | 26 janvier 2018 | Téléchargement, streaming | Warner Music France |